# Hana Androníková

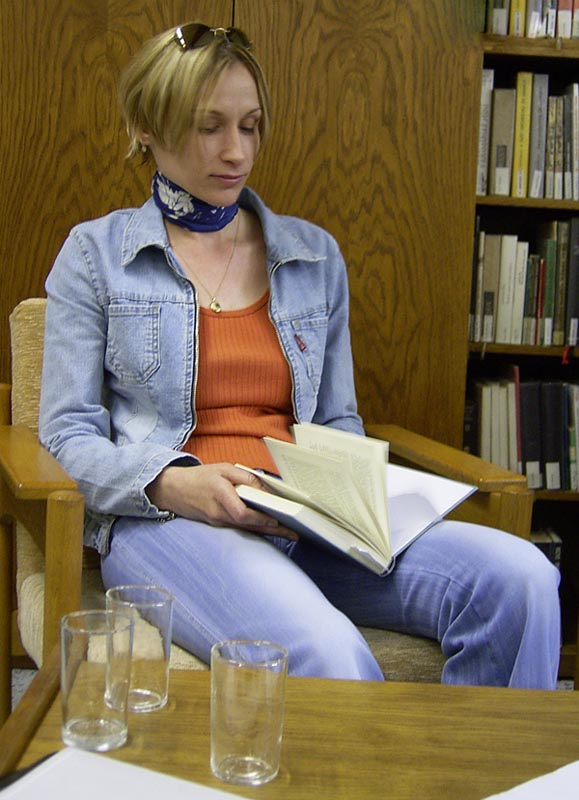
Hana Androníková (2002)

Hana Androníková (* 9. September 1967 in Gottwaldov; † 20. Dezember 2011 in Prag) war eine tschechische Schriftstellerin.

## Leben
Nach der Schulzeit auf dem Gymnasium in Zlín studierte sie Anglistik und Bohemistik an der Prager Karls-Universität. Nach Beendigung des Studiums arbeitete sie als Personalmanagerin für ausländische und tschechische Firmen.
Androníková widmete sich seit 1999 nur noch der Literatur. Ihr Debütwerk Zvuk slunečních hodin (Der Klang der Sonnenuhr) mit der Schilderung mehrerer Frauenschicksale vom Holocaust bis zur Revolution 1989 erhielt mehrere tschechische Auszeichnungen, wie 2001 den „Literaturpreis des Buchclubs“ (Literární cena Knižního klubu) und 2002 den „Magnesia-Litera-Preis“ (Magnesia Litera) in der Sparte Neuentdeckung des Jahres.
In dem 2010 veröffentlichten Roman „Nebe nemá dno“ (Übers.: Bodenloser Himmel) setzte Androníková sich mit ihrer Krebserkrankung auseinander, an der sie im Dezember 2011 starb.

## Schriften
- Zvuk slunečních hodin [„Der Klang der Sonnenuhr“]. Knižní klub, Praha 2001, ISBN 80-242-0689-7.
- Srdce na udici [„Herz an der Angel“]. Petrov, Brno 2002, ISBN 80-7227-138-5.
- Cafe Bero. In: Schůzky s erotikou [„Cafe Nero“. In: „Treffen mit Erotik“. Kurzgeschichten]. Listen, Jihlava 2005, ISBN 80-86526-18-6.
- Rituál. In: Ber, po čem toužíš. [„Ritual“. In: „Nimm, wonach Du Dich sehnst“. Kurzgeschichten]. Listen, Jihlava 2006, ISBN 80-86526-20-8.
- Nebe nemá dno [„Himmel hat keinen Boden“]. Euromedia Group-Odeon, Praha 2010, ISBN 978-80-207-1337-7.